# دولت ایالت میزوری

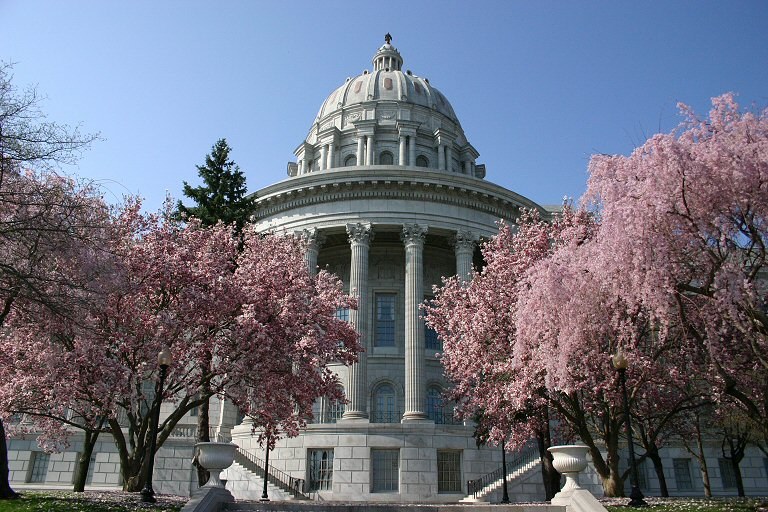
ساختمان پایتخت در جفرسون سیتی

دولت ایالتی میزوری (به انگلیسی: Government of Missouri) از شعبات و نهادهای متفاوتی تشکیل شده‌است. میزوری ۱۱۴ بخش و یک ناحیه انتخاباتی مستقل (سنت لوئیس) دارد که جمهوری خواهان اکثر قدرت را در این شهرستانها بر عهده دارند.

## قانون اساسی ایالتی

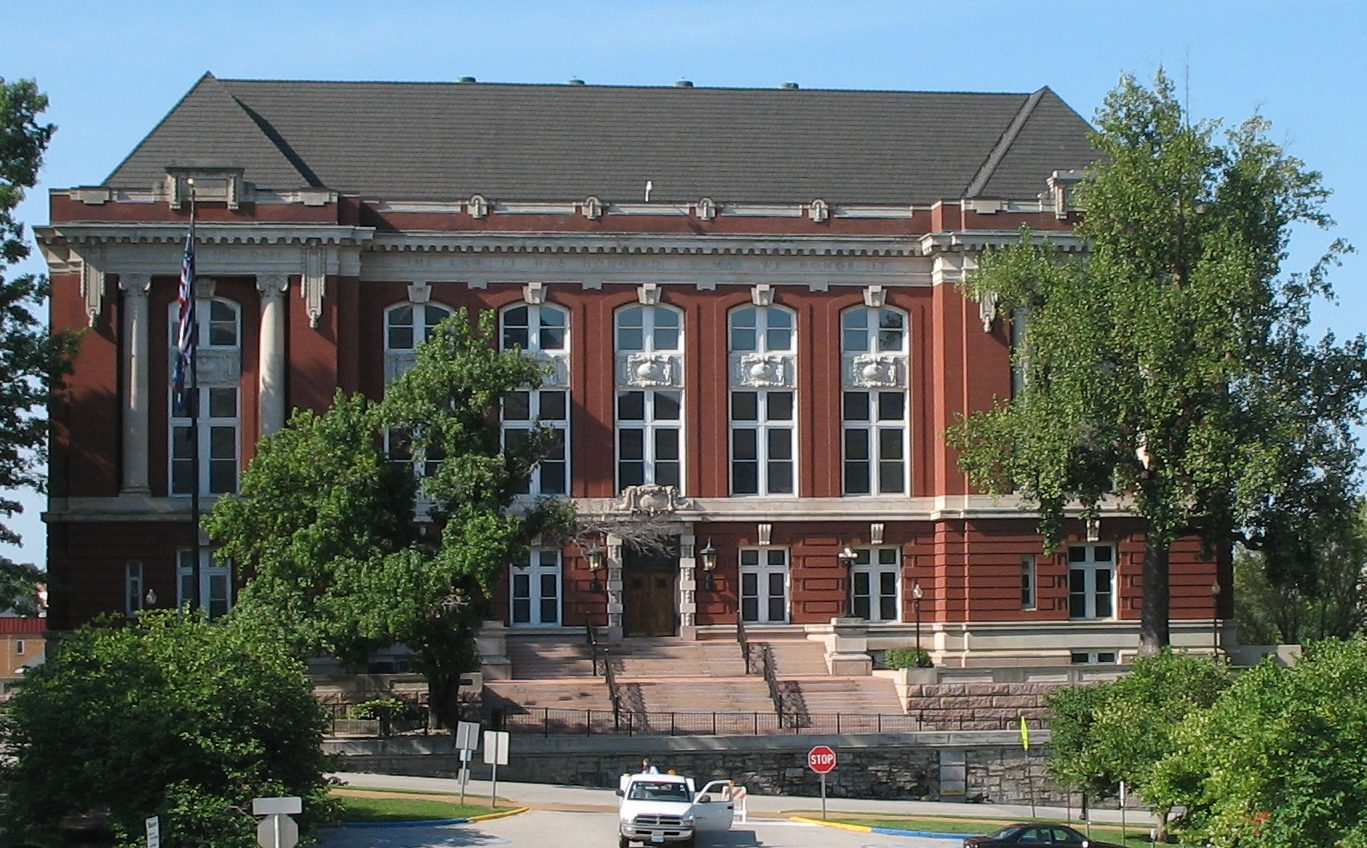
دیوان عالی میزوری

پنجمین و آخرین نسخه قانون اساسی میزوری در سال ۱۹۴۵ تدوین و بازنویسی گردید.

## بخش اجرایی
بخش اجرایی دولت میزوری عبارت است از فرماندار، وکیل فرماندار (Lieutenant Governor)، و همچنین خرانه دار (State Treasurer of Missouri)، دادستان کل، و دبیر کل ایالت (Secretary of State)، که همگی توسط رای عمومی انتخاب می‌گردند.

## بخش قانونگذاری
پارلمان ایالت دارای دو مجلس سنا و مجلس عوام است. مجلس سنا ۳۴ عضو و مجلس عوام ۱۶۳ عضو دارد.

## دادگستری
بخش قضایی ایالت متشکل از یک دیوان عالی و ۷ قاضی ارشد است. این سیستم توسط اصل پنجم فانون اساسی میزوری تضمین گردیده.

## نگارخانه

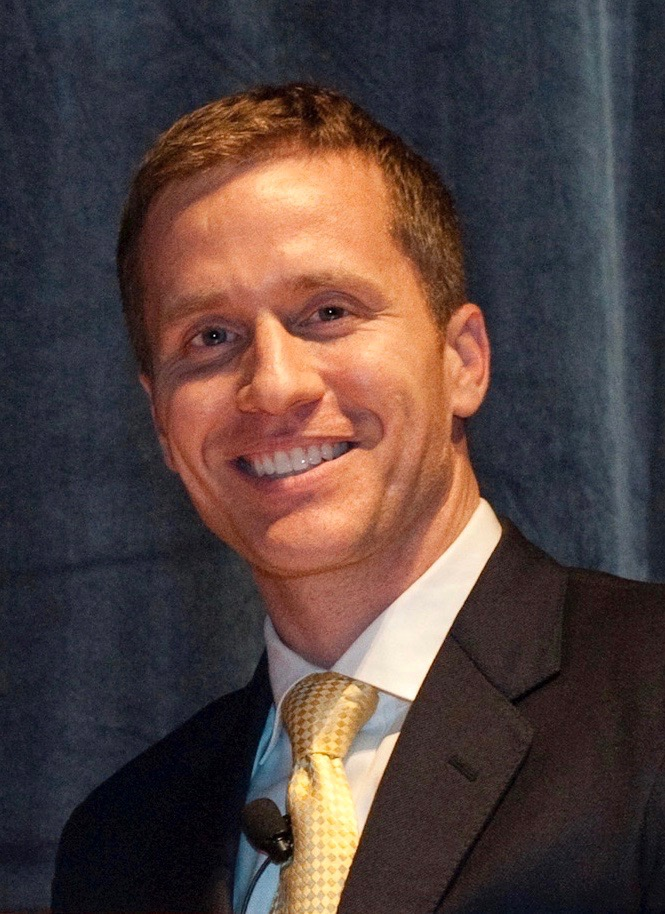
فرماندار: اریک گریتنز (جمهوریخواه)

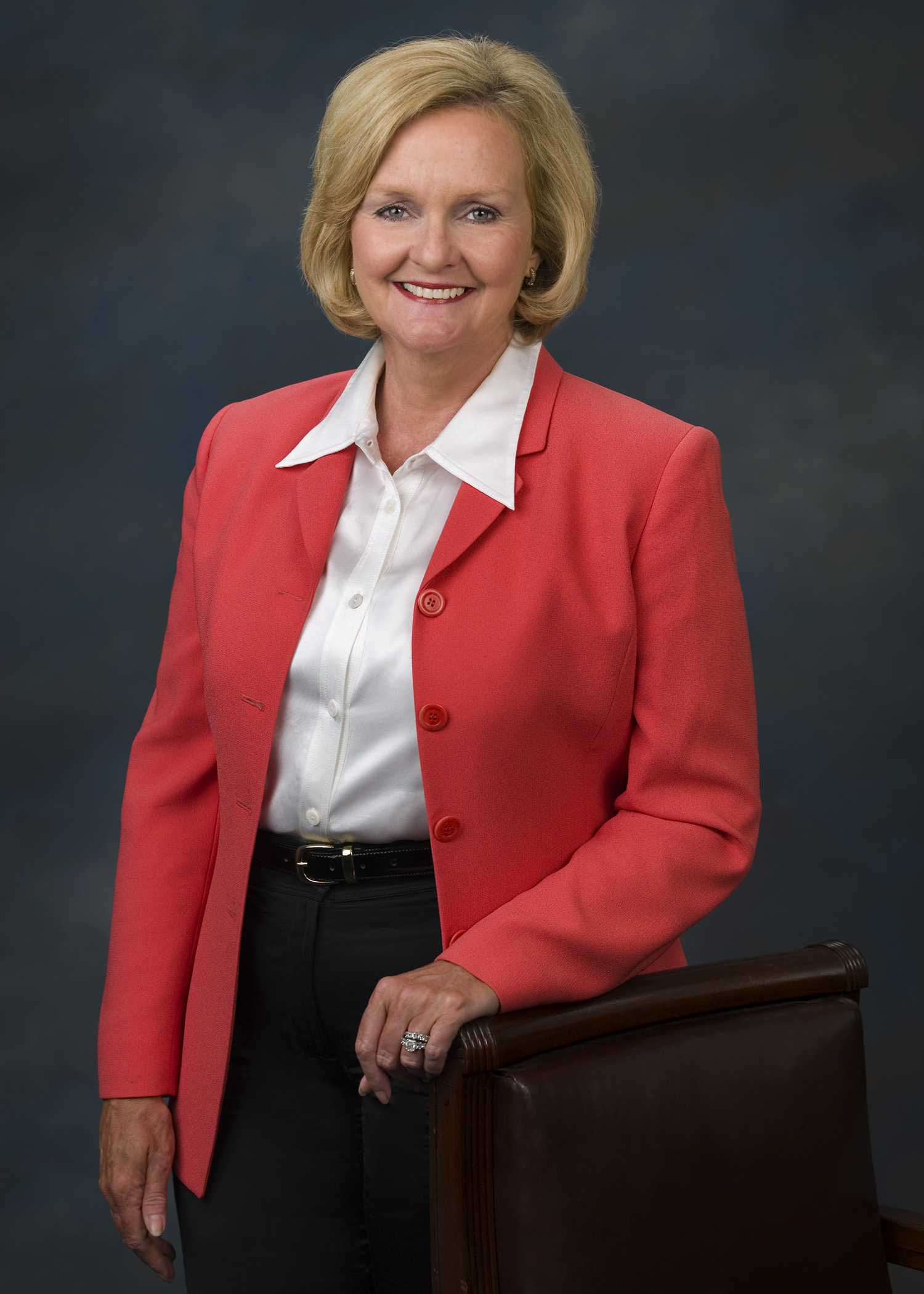
سناتور: کلیر مک کسکیل (دموکرات)
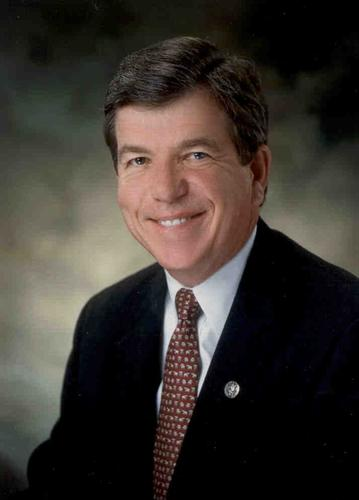
سناتور: روی بلانت (جمهوریخواه)

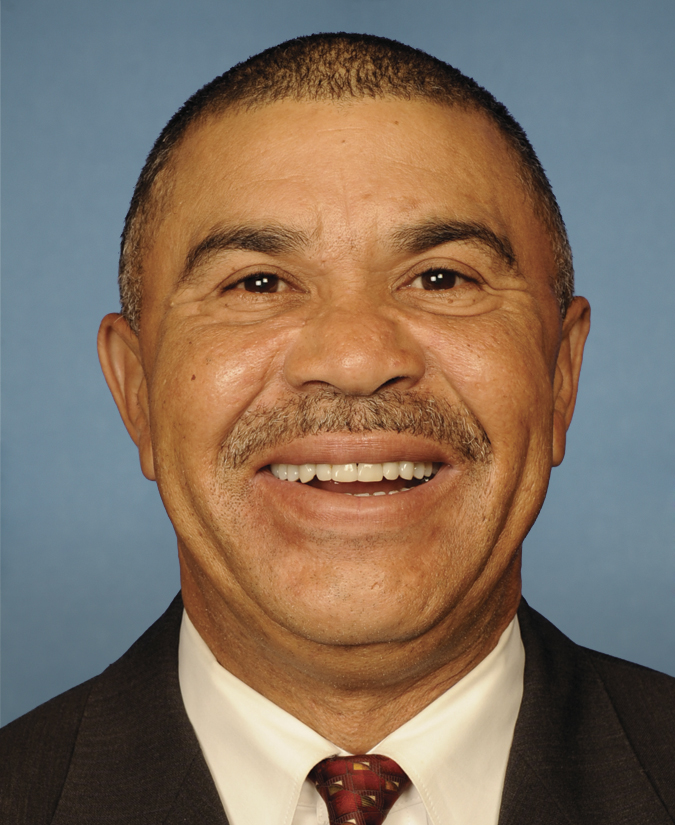
نماینده حوزه انتخابیه اول میزوری در کنگره: ویلیام لیسی کلی، پسر (د)
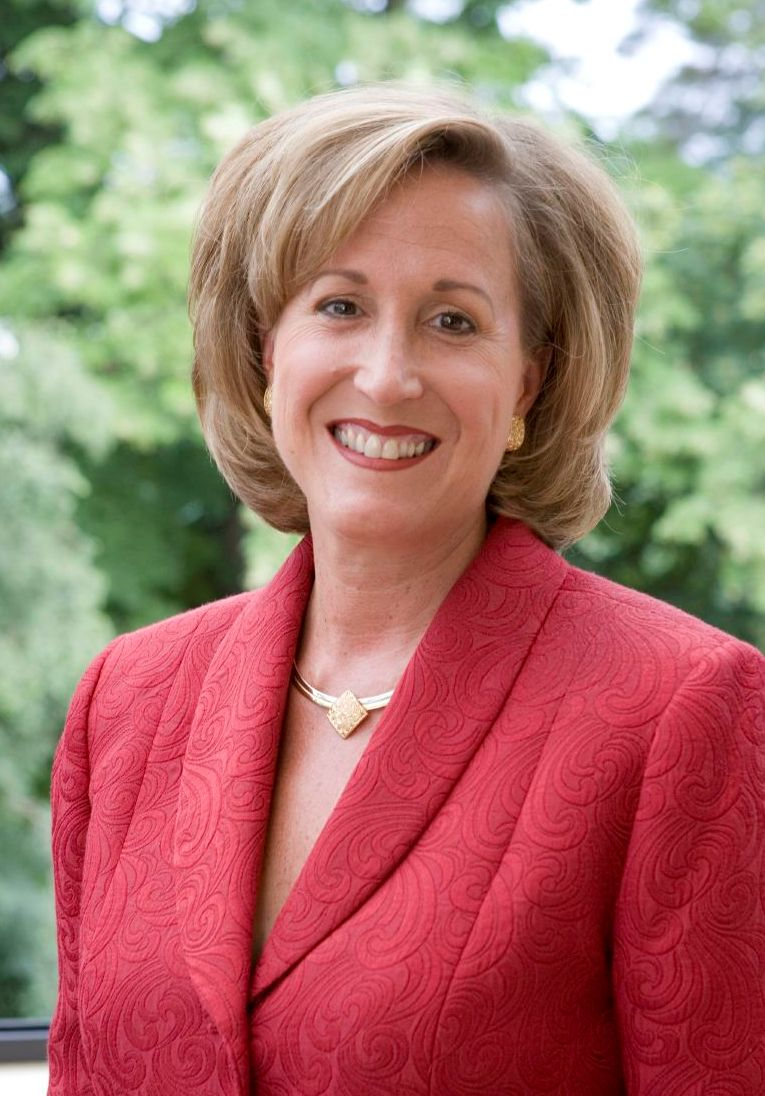
نماینده حوزه انتخابیه دوم میزوری در کنگره: آن وگنر (ج)
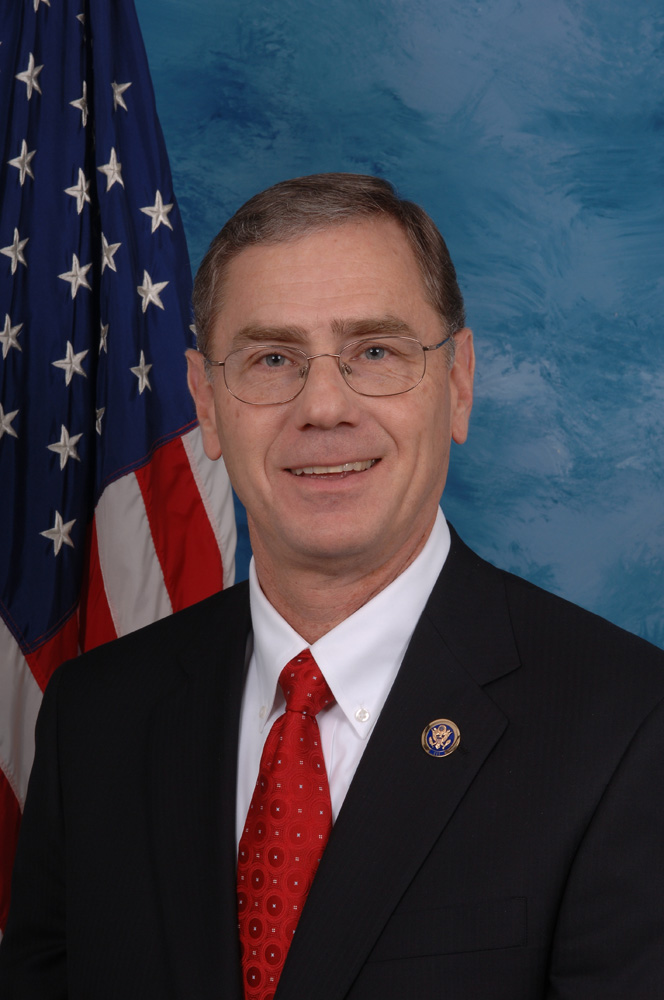
نماینده حوزه انتخابیه سوم میزوری در کنگره: بلین لوتکمیر (ج)
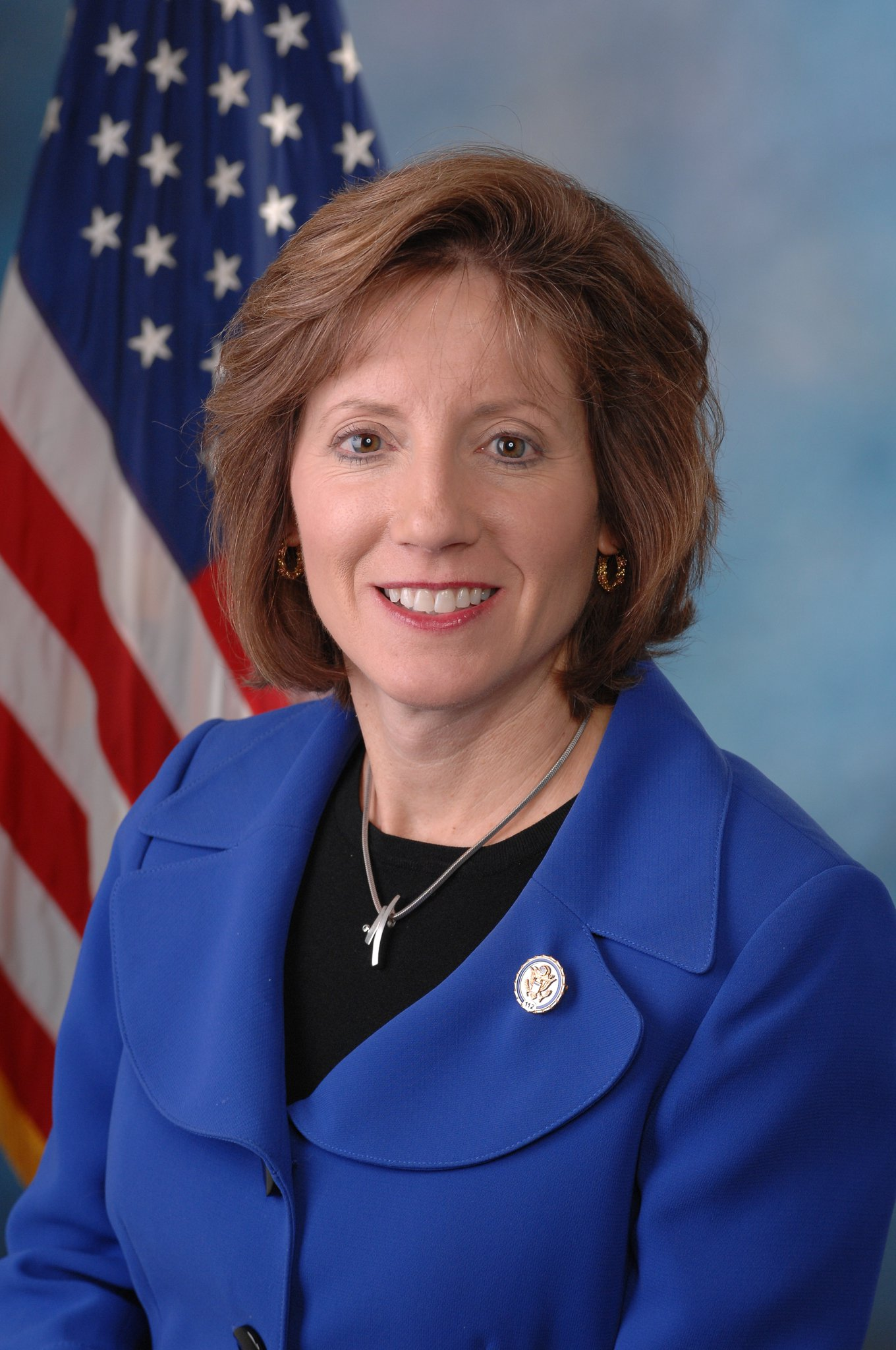
نماینده حوزه انتخابیه چهارم میزوری در کنگره: ویکی هرتزلر (ج)
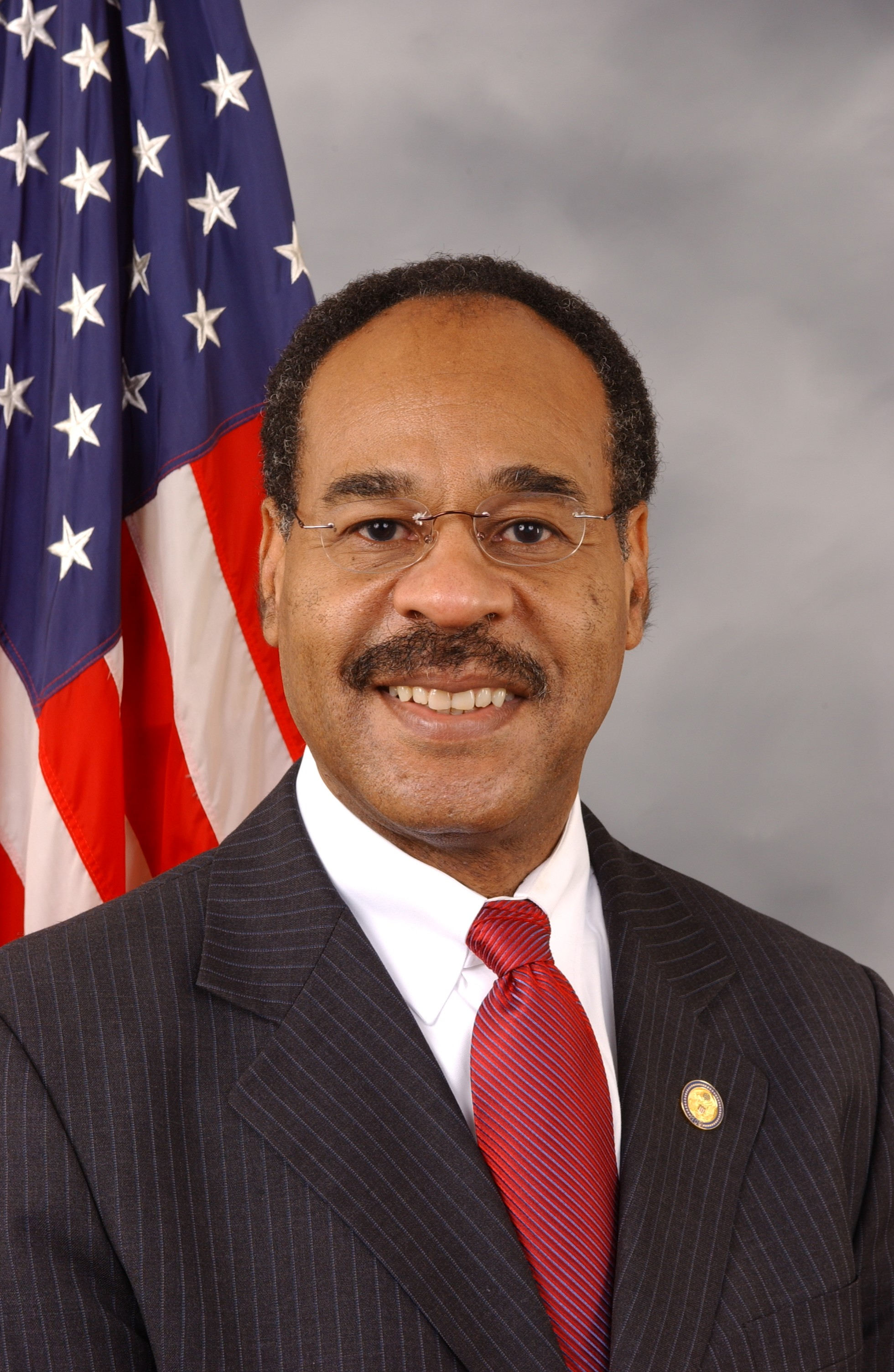
نماینده حوزه انتخابیه پنجم میزوری در کنگره: امانوئل کلیور (د)
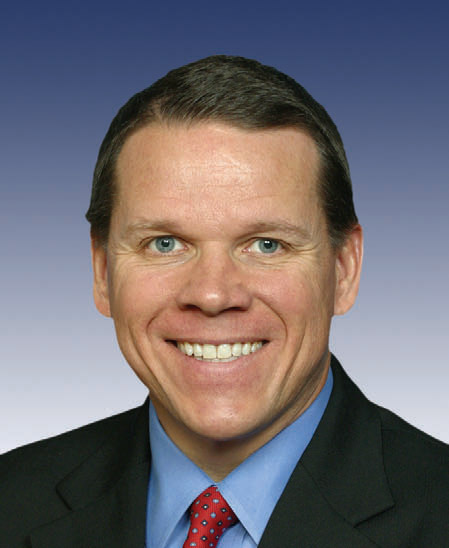
نماینده حوزه انتخابیه ششم میزوری در کنگره: سام گریوز (ج)
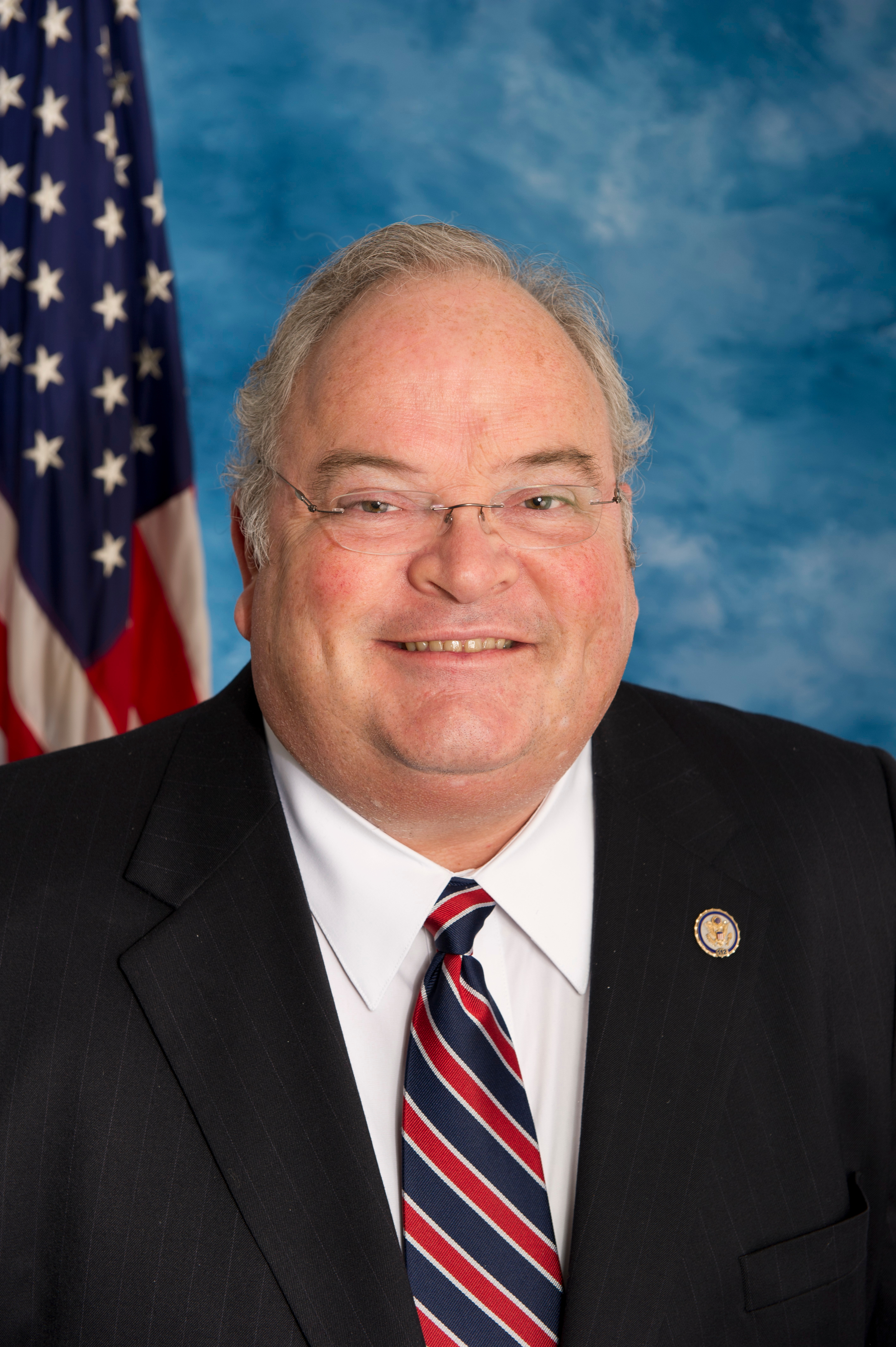
نماینده حوزه انتخابیه هفتم میزوری در کنگره: بیلی لانگ (ج)
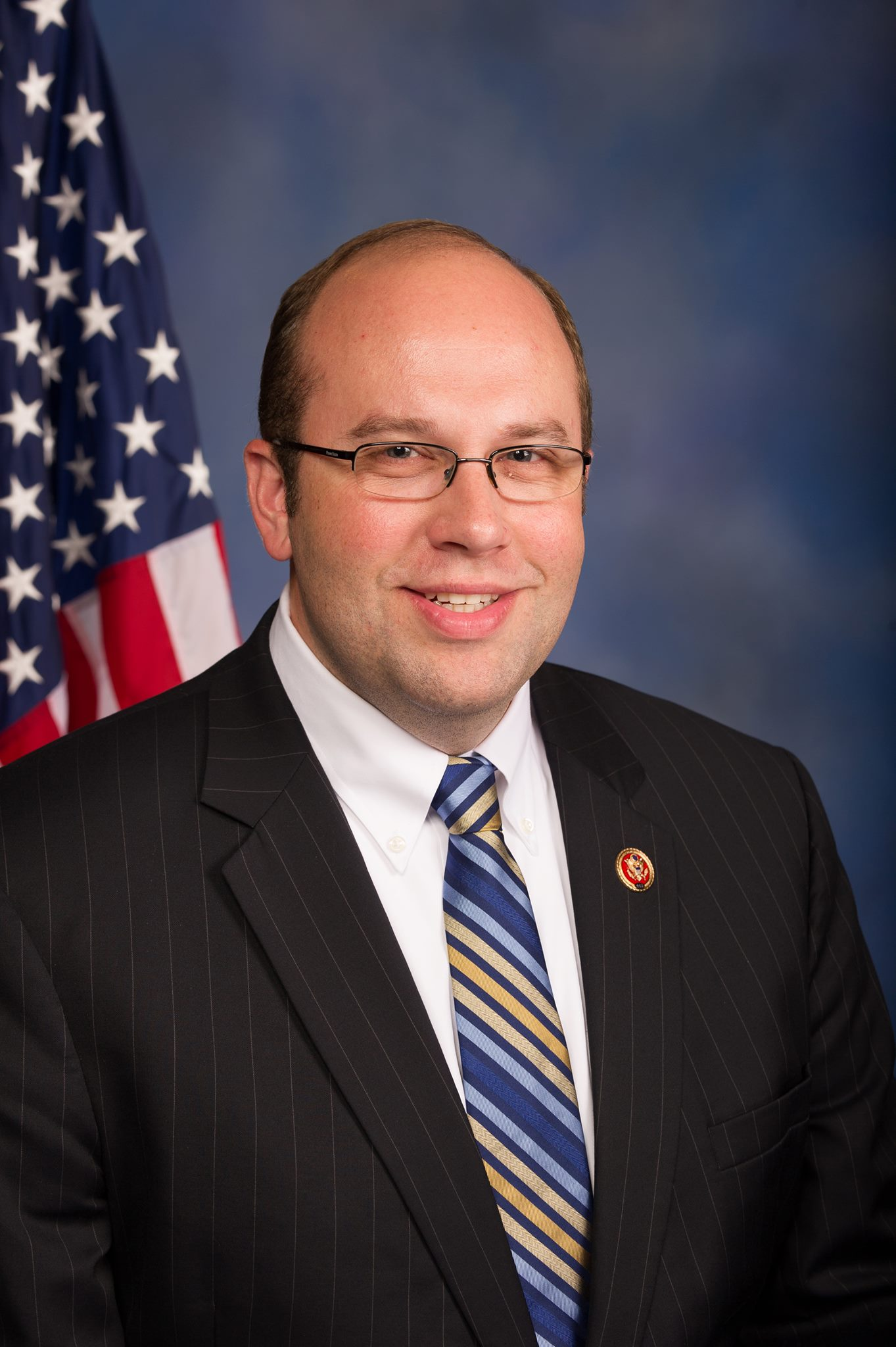
نماینده حوزه انتخابیه هشتم میزوری در کنگره: جیسون تی. اسمیت (ج)